# John F. Lewis
John Francis Lewis, född 1 mars 1818 i Rockingham County, Virginia, död 2 september 1895 i Rockingham County, Virginia, var en amerikansk republikansk politiker. Han representerade delstaten Virginia i USA:s senat 1870-1875. Han var viceguvernör i Virginia 1869-1870 och 1882-1886.
Lewis var verksam som jordbrukare. Han gifte sig 1842 med Serena Helen Sheffey. Han var delegat till konventet som beslutade om Virginias utträde ur USA år 1861. Lewis var emot utträdet.
Lewis efterträdde 1869 Leopold Copeland Parker Cowper som viceguvernör. Virginia fick 1870 på nytt representation i USA:s kongress. Lewis och John W. Johnston valdes till senaten. Lewis efterträddes 1875 som senator av Robert E. Withers.
Lewis arbetade som sheriff 1875-1882 och var sedan på nytt viceguvernör fram till 1886.